# Cavalcando col diavolo
Cavalcando col diavolo (Ride with the Devil) è un film del 1999 diretto da Ang Lee ambientato durante la guerra di secessione americana.

## Trama
Durante la guerra civile, Jake Roedel, Jack Bull Chiles e l'ex-schiavo Daniel Holt si uniscono alla banda di Quantrill che combatte i Nordisti lungo il confine tra il Missouri e il Kansas, compiendo incursioni fulminee e attacchi a sorpresa. Sganciato dall'esercito regolare confederato, il gruppo trasformatosi ormai in un'orda di sbandati, mette in atto azioni sempre più feroci. La banda di Quantrill (Quantrill's Raiders) attacca la cittadina di Lawrence, che viene devastata e incendiata. Dopo la morte di Jack Bull Chiles, ha inizio una nuova vita: Jake Roedel, assieme alla nuova famiglia, decide di trasferirsi in California, mentre Daniel Holt, da uomo libero, parte per il Texas alla ricerca della madre perduta da tempo.

## Accoglienza
Il film fu un flop al botteghino: a fronte di un budget di 38,000,000 di dollari, l'incasso mondiale fu di appena 635,000 dollari.